# Парк імені Вінсента де Поля (Краків)
Парк імені Вінсента де Поля (пол. Park im. Wincentego á Paulo) — парк у Кракові, розташований між вулицями Бидгоска, Станіслава Скарбінського, Юліуша Леа, Місьонарська та Алея Кійовська.
Він був заснований після Другої світової війни на території колишнього місіонерського та парафіяльного садів, поруч з костелом Матері Божої Лурдської. Спочатку він мав ім’я Адама Полевки — публіциста, письменника, перекладача, лівого політичного діяча, депутата Законодавчого сейму. Його пам'ятник, який там стояв, після 1989 р. зняли, а парк Рішенням міської ради Кракова 1991 р. став парком ім. Вінсент де Поля.
У 2008 році було проведено тендер на розвиток парку Вінсент де Поля у Кракові  і парк було оновлено.

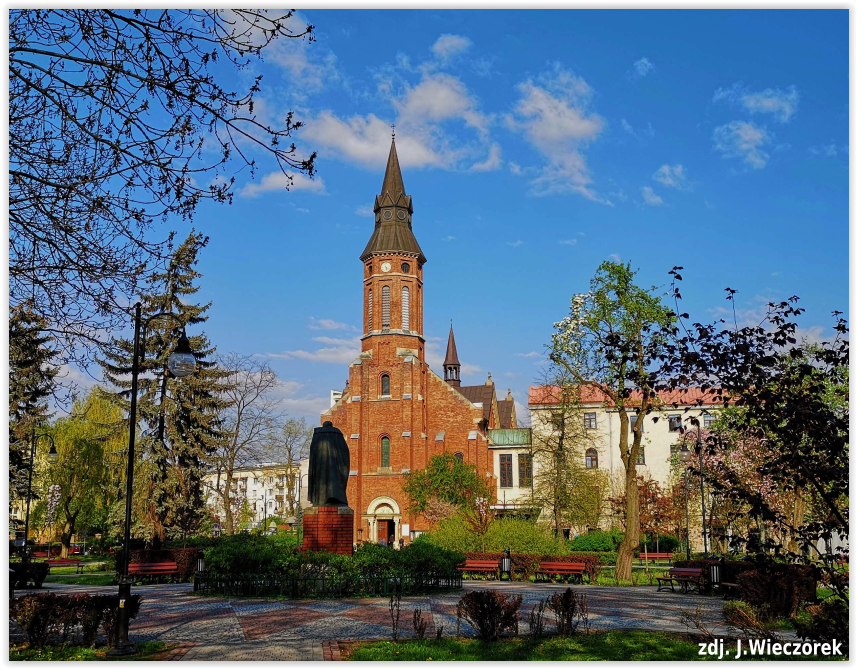
Парк з видом на церкву Богоматері Лурдської

У квітні 2010 року відкрито й освячено статую патрона парку Вінсента де Поля , французького католицького священника, засновника Конгрегацій милосердя та лазаристів, святого Католицької Церкви та піонера Місії. Скульптура, відлита з бронзи, зображує фігуру святого, що благословляє маленького хлопчика, встановлена на цегляному постаменті. Автором пам'ятника є доктор Кароль Бадина .

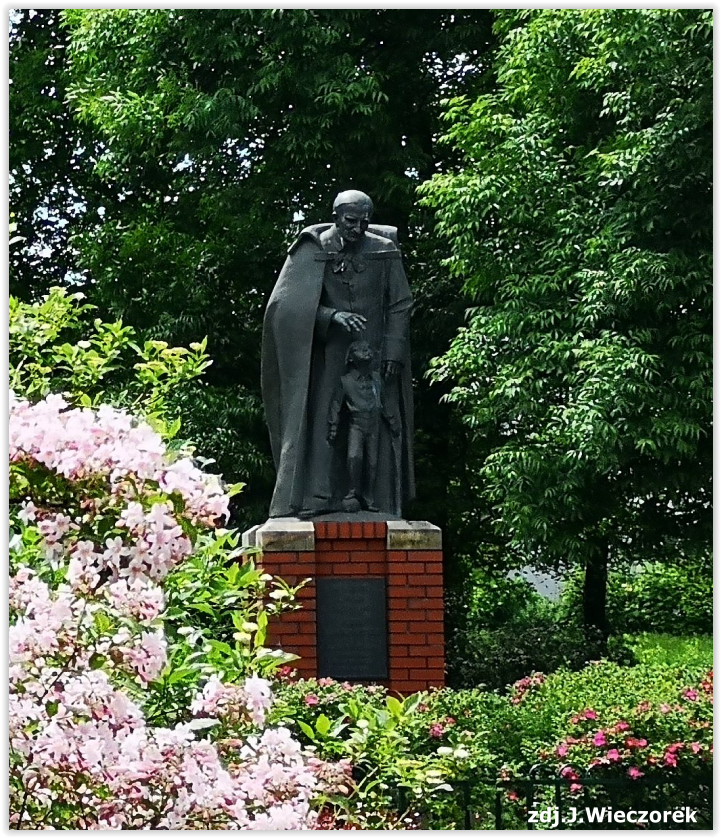
Пам'ятник Вінсенту де Полю